# Miloš Ateljević
Miloš Ateljević est un joueur serbe de volley-ball, né le 21 mai 1982 à Zrenjanin. Il mesure 1,93 m et joue attaquant de pointe.

## Clubs
| Club                      | Pays                 | De        | À         |
| ------------------------- | -------------------- | --------- | --------- |
| Vojvodina Novi Sad        | Serbie-et-Monténégro | 2000-2001 | 2004-2005 |
| VK Kladno                 | République tchèque   | 2005-2006 | 2005-2006 |
| VT Oosthout Torhout joker | Belgique             | 2005-2006 | 2005-2006 |
| Tourcoing LMVB            | France               | 2006-2007 | 2006-2007 |

## Palmarès
- Championnat de Serbie-et-Monténégro (2)
  - Vainqueur : 2000, 2004

- Coupe de Serbie-et-Monténégro (3)
  - Vainqueur : 2003, 2004, 2005